# Francesc Soler
Francesc Soler (spanisch: Francisco Soler, * um 1650 in Barcelona; † 1. Mai 1688 in Girona) war ein katalanischer Kapellmeister und Komponist des Barock.

## Leben und Werk
Über die Frühphase der Biografie von Francesc Soler ist nur wenig bekannt. Er wurde um 1650 in den Comarquas um Tarragona geboren. Seine musikalische Ausbildung erhielt er wahrscheinlich in der Choralschola der Kathedrale von Tarragona.
Die erste Erwähnung von Francesc Soler beschreibt ihn als Kapellmeister der Pfarrkirche von Mont-roig del Camp. 1680 bewarb er sich um die entsprechende Position an der Kathedrale von Vic und erhielt den Zuschlag. 1682 bewarb er sich um die vakante Kapellmeisterstelle an der Kathedrale von Girona, die der Inhaber Felip Perallada aufgegeben hatte. Soler erhielt diese Stelle und hatte sie bis zu seinem Tode inne.
Soler hat um einhundert größere Kompositionen hinterlassen. Etwa die Hälfte der Stücke sind sakraler, die andere Hälfte profaner Natur. Er hinterließ unter anderem einige mehrstimmige Messen, eine achtstimmige Totenmesse und ein zehnstimmiges Magnificat. Er schrieb auch Villancicos wie Oh admirable Sacramento für vier Stimmen (1683). Er hinterließ auch Vokalwerke mit Basso continuo Begleitung. Neben Joan Cererols und Lluís Vicenç Gargallo war Francesc Soler einer der herausragenden katalanischen Komponisten des Barock.